# Gerhard Altenbourg

Gerhard Altenbourg

Gerhard Altenbourg (eigentlich Gerhard Ströch; * 22. November 1926 in Rödichen-Schnepfenthal, heute Ortsteil von Waltershausen bei Gotha; † 30. Dezember 1989 in Meißen) war ein deutscher Maler, Grafiker und Lyriker.

## Leben und Werk
Altenbourg kam als Sohn des Baptistenpredigers Hugo Ströch (1886–1941) und dessen Ehefrau Anna Friederike, geb. Heller (1896–1963), zur Welt. Er hatte zwei ältere Brüder und eine jüngere Schwester. 1929 zog die Familie nach Altenburg. 1944 wurde der 17-jährige als Soldat einberufen. Im Nahkampf tötete er einen gegnerischen Soldaten und wurde infolge dieses traumatischen Erlebnisses in ein Lazarett eingeliefert. Von 1946 bis 1948 nahm er Malunterricht bei Erich Dietz und war als Schriftsteller und Journalist tätig. Von 1948 bis 1950 studierte an der Hochschule für Baukunst und Bildende Kunst in Weimar. Hier arbeitete er in der Lithographiewerkstatt bei Horst Arloth und befreundete sich mit Fritz und Thea Henning. 1950 erfolgte die Exmatrikulation. Danach lebte er freischaffend in Altenburg und nahm Mitte der 1950er Jahre den Künstlernamen Altenbourg an. 1952 ging er zur künstlerischen Arbeit mit seinen Malerkollegen Alfred Ahner, Erwin Görlach, und Martin Spröte (1916–1977) in die neu gegründete Landwirtschaftliche Produktionsgenossenschaft in Merxleben. 1957 fertigte Altenbourg erste Arbeiten in Marmor und Gips an, ferner Metallarbeiten. Er begann, das Wohnhaus nach eigenen Entwürfen zu einem Gesamtkunstwerk umzugestalten.

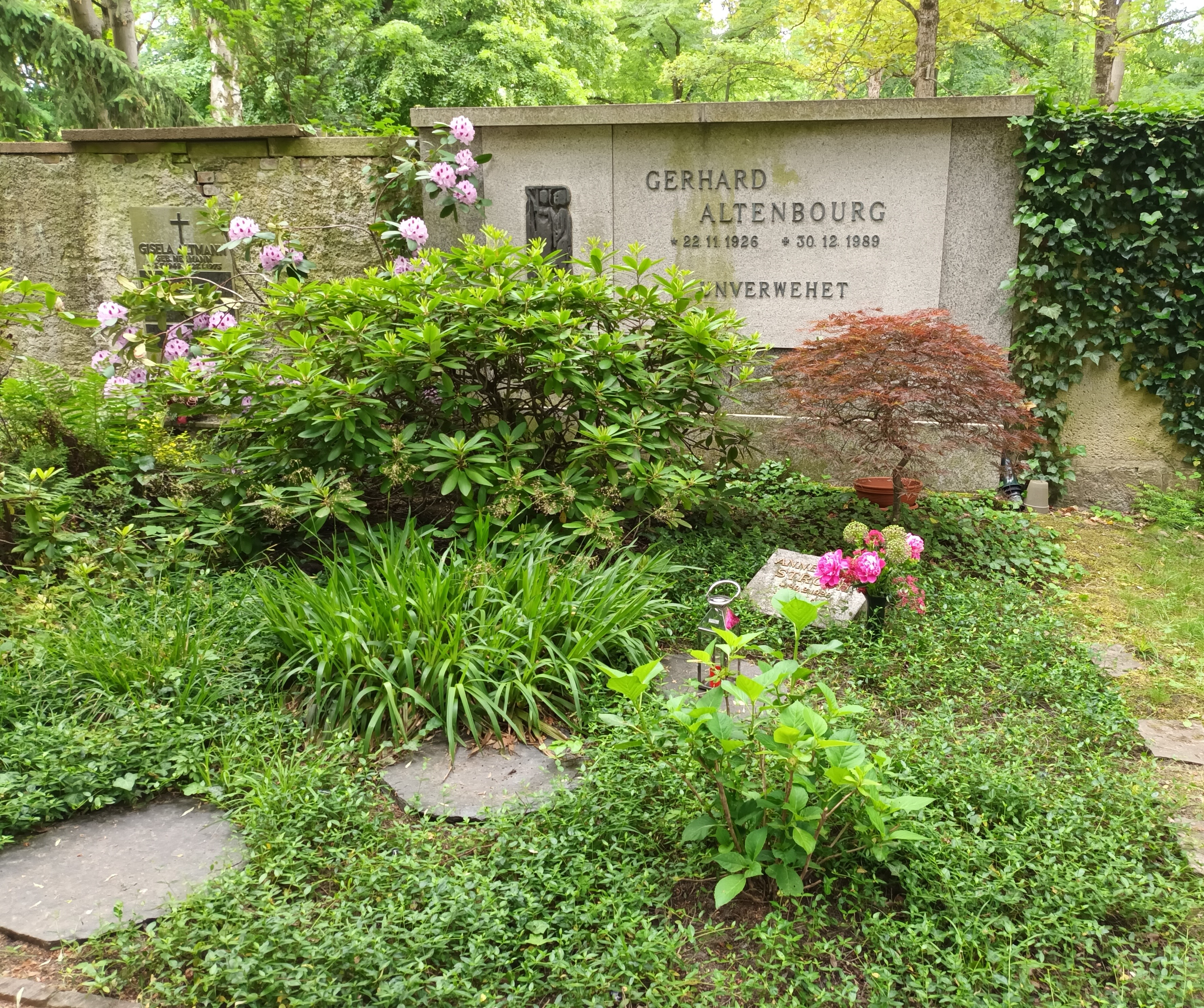
Grabstätte Gerhard Altenbourg

1951 zeigte er in Begleitung von Erich Dietz seine Arbeiten dem Westberliner Galeristen Rudolf Springer, der sein erster Kunsthändler wurde. 1959 nahm er an der documenta II in Kassel teil und bekam 1961 ein Gastatelier an der Akademie der Künste in West-Berlin. Wegen Übertretung der Zollgesetze der DDR wurde er 1964 zu einer zweijährigen Gefängnisstrafe auf Bewährung verurteilt. 1966 erhielt er den Burda-Preis für Grafik in München, 1967 den Preis der II. Internationale der Zeichnung in Darmstadt und im selben Jahr in Westberlin den Will-Grohmann-Preis. Altenbourg wurde 1970 Mitglied der Akademie der Künste, Berlin, des „Instituts für moderne Kunst“, Nürnberg und 1977 „Life Fellow of the International Biographical Association“ in Cambridge. Im selben Jahr wurden einige seiner Werke auf der documenta 6 in Kassel ausgestellt. Altenbourg starb 1989 in Meißen an den Folgen eines Autounfalls und wurde auf dem Städtischen Friedhof in Altenburg beerdigt.
Da Altenbourg, zeit seines Lebens aktives Mitglied der Altenburger Baptistengemeinde, sich konsequent der offiziellen Kunstpolitik der DDR verweigerte, behinderte der Staatsapparat bis in die 1980er Jahre seine Arbeit, und Ausstellungen wurden verboten oder abgebrochen. 1956 erwarb das Lindenau-Museum in Altenburg als erstes Museum zwei Blätter des Künstlers. Das Museum of Modern Art in New York erwarb bereits 1961 eine Arbeit von ihm, und die Galerie Brusberg Hannover zeigte 1969 eine Retrospektive seines Schaffens. 1981 organisierte Gunar Barthel eine Retrospektive (Werke 1949–1980) in der Galerie Oben, Karl-Marx-Stadt (DDR), mit Katalog.
1978 schuf Altenbourg für die Graphik-Edition IV Victor Hugo: Hymnus auf die Druckkunst des Verlags Philipp Reclam jun. Leipzig, die Graphiken von sechs DDR-Künstlern enthält, 10 verschiedene Holzschnitte. In der DDR wurde sein Werk vor allem durch das Kupferstichkabinett Dresden dokumentiert, und erst zu seinem sechzigsten Geburtstag fanden große Ausstellungen in Leipzig, Dresden und Berlin statt. 1987/88 gab es umfangreiche Ausstellungen in Bremen, Tübingen, Hannover und Berlin (West). Altenbourgs Werk umfasst über 3000 Zeichnungen und Gemälde, 1400 Grafiken, 80 Plastiken und 14 Bücher.
Das Lindenau-Museum besitzt einen der weltweit umfangreichsten Werkbestände des Künstlers, zwei große Privatsammlungen konnten in den 1990er Jahren und 2010 angekauft werden. Die ebenfalls in Altenburg ansässige Stiftung Gerhard Altenbourg betreut den umfangreichen Nachlass des Künstlers, der auch sein von ihm umfassend ausgestaltetes Wohnhaus, die umfangreiche Privatbibliothek und den dazugehörigen Garten einschließt.

## Publikationen
- Tatauierte Litaneien. Berlin, Paris 1962.
- Werkverzeichnis 1949-1967. Hannover 1969. Mit autobiographischen Notizen, Lyrik und Prosa Altenbourgs.
- Ich-Gestein. Berlin 1971.
- Wund-Denkmale. Leipzig, Berlin 1986.
- Gerhard Altenbourg. Monographie und Werkverzeichnis (Band I: 1937–1958). Wienand Verlag, Köln 2004, ISBN 3-87909-822-0.
- Gerhard Altenbourg. Monographie und Werkverzeichnis (Band II: 1959–1976). Wienand Verlag, Köln 2007, ISBN 978-3-87909-831-6.
- Gerhard Altenbourg. Monographie und Werkverzeichnis (Band III: 1977–1989). Wienand Verlag, Köln, 2010, ISBN 978-3-87909-832-3.
- wald minotaurisch. Gedichte. Wallstein Verlag, Göttingen 2019, ISBN 978-3-8353-3559-2.

## Ausstellungen (aus dem letzten Jahrzehnt)
- 2024: Die gespaltene Generation, Neue Sächsische Galerie, Chemnitz[5]
- 2018: Buben, Damen, Könige – Rolf Szymanski und Gerhard-Altenbourg (Katalog zur Ausstellung im Lindenau-Museum Altenburg vom 18. März bis 24. Juni 2018), herausgegeben für das Lindenau-Museum von Roland Krischke, Altenburg (Lindenau-Museum) 2018.
- 2016: Altenbourg in Altenburg – Die Stiftung Gerhard Altenbourg (Katalog zur Ausstellung „Altenbourg in Altenburg“ im Lindenau-Museum, 4. Dezember 2016 bis 5. März 2017), herausgegeben für das Lindenau-Museum von Roland Krischke, Altenburg (Lindenau-Museum) 2016.
- 2016: bankART. Drei Jahrzehnte Kunstsammlung der Berliner Volksbank, Stiftung Kunstforum der Berliner Volksbank (erste geschlossene Ausstellung des Altenbourg-Bestands der Sammlung)
- 2015: Gerhard Altenbourg. Das gezeichnete Ich, 20. März 2015 bis 7. Juni 2015, Kupferstichkabinett Berlin[6]
- 2015: Altenbourg im Dialog III - Julius Bissier (Freiburg im Breisgau 1893–1965 Ascona). 25. April bis 19. Juli 2015, Lindenau-Museum, Altenburg
- 2014: terra Altenbourg. Die Welt des Zeichners, Kupferstich-Kabinett, Staatliche Kunstsammlungen Dresden, Juli – September 2014
- 2014: Erzgebirge, Hügel-Grund, Artemis-Land. Altenbourgs Landschaften. 3. Mai bis 27. Juli 2014, Lindenau-Museum, Altenburg
- 2014: Altenbourg im Dialog II - Werner Heldt (Berlin 1904–1954 Sant'angelo, Ischia). 29. März bis 22. Juni 2014, Lindenau-Museum, Altenburg
- 2013: Im Zauberkreis der Circe. Gerhard Altenbourg, Lindenau-Museum, Altenburg.
- 2013: Altenbourg im Dialog I - Martin Disler (Seewen 1949–1996 Genf). 19. Januar bis 14. April 2013. In Zusammenarbeit mit dem Cabinet d'artes graphiques du Musée d'art et d'histoire, Genf, Lindenau-Museum, Altenburg.

## Einige Bilder Altenbourgs in Auswahl

## Andenken und Ehrungen
Aus Anlass des 80. Geburtstags wurde am 22. November 2006 die Altenburger Nansenstraße in Gerhard-Altenbourg-Straße umbenannt.

## Gerhard-Altenbourg-Preis
Der Gerhard-Altenbourg-Preis war ursprünglich mit 12.500 Euro dotiert und schloss eine Ausstellung im Lindenau-Museum ein. Derzeit (Stand 2025) besteht das Preisgeld aus 50.000 Euro, von denen 40.000 Euro für die Ausstellung der Werke sowie die Erstellung eines Katalogs bestimmt sind sowie 10.000 Euro für die Künstler-Persönlichkeit.
Zu den Vergaberichtlinien heißt es auf der Homepage des Lindenau-Museums:

„Seit 1998 vergibt ein vom Lindenau-Museum Altenburg berufenes Kuratorium alle zwei Jahre den Gerhard-Altenbourg-Preis, der mit einem Preisgeld, einer Ausstellung im Lindenau-Museum und einem Katalog verbunden ist. Er ist der wichtigste Thüringer Kunstpreis und inzwischen weit über die Region hinaus anerkannt.
Der Gerhard-Altenbourg-Preis wird gefördert vom Thüringer Ministerium für Bildung, Wissenschaft und Kultur, von der Sparkassen-Kulturstiftung Hessen-Thüringen und der Sparkasse Altenburger Land sowie vom Förderkreis „Freunde des Lindenau-Museums“ e. V. Der Preis würdigt das Lebenswerk herausragender Künstlerinnen und Künstler der Gegenwart. Er ist nicht an Landesgrenzen gebunden. Er will auf eine Kunst aufmerksam machen, die ihre Unabhängigkeit behauptet und ihre Formen aus der Reflexion von Gegenwart und Geschichte und der respektvollen Begegnung mit Philosophie, Literatur, bildender Kunst, insbesondere der Zeichnung, sowie der Natur entwickelt, mit Tendenz zum Gesamtkunstwerk.“

Preisträger
- 1998: Carlfriedrich Claus
- 2000: Walter Libuda
- 2002: Roman Opalka
- 2004: Markus Raetz
- 2006: Lothar Böhme
- 2008: Cy Twombly
- 2010: Micha Ullman
- 2012: Michael Morgner
- 2014: Olaf Holzapfel
- 2017: Pia Fries
- 2019: Herman de Vries
- 2021: Ruth Wolf-Rehfeldt
- 2023: Asta Gröting
- 2025: Dieter Appelt